# Frank Heller
Frank Heller fou el pseudònim de l'escriptor suec Gunnar Serner (20 de juliol de 1886 - 14 d'octubre de 1947). Va escriure una sèrie de llibres de sobre les transaccions de negocis tèrbols en un entorn internacional. Les seves obres més conegudes es referien de manera recurrent a Philip Collin, qui era alhora un detectiu i un lladre.